# Braunsapis debilis
Braunsapis debilis är en biart som först beskrevs av Cockerell 1934.  Braunsapis debilis ingår i släktet Braunsapis och familjen långtungebin. Inga underarter finns listade.